# Страхиња Бошњак
Страхиња Бошњак (Бања Лука, 18. фебруара 1999) српски је фудбалер, који тренутно наступа за Борац из Бања Луке. Висок је 182 центиметра и игра у одбрани, а боље се сналази левом ногом.
После млађих категорија у екипима ОФК Београда, Партизана и Телеоптика, Бошњак је и своју сениорску каријеру започео у развојном тиму Партизана. Са тим саставом такмичио се у Српској лиги Београда, као бонус играч, а по завршетку сезоне 2016/17. и освајања првог места на табели, остварен је пласман у Прву лигу Србије. Од потписивања професионалног уговора са Партизаном, у новембру 2016, Бошњак је имао право да паралелно наступа за два клуба, али је наредног лета двојна регистрација укинута, те је остао при првом тиму и током такмичарске 2017/18. Под уговором са Партизаном остао је до краја календарске 2018, али је током јесењег дела сезоне 2018/19. наступао за Земун, са којим је дебитовао у Суперлиги Србије. Почетком наредне године, потписао је вишегодишњи уговор са Вождовцем.
Бошњак је наступао за све млађе репрезентативне узрасте Србије, кроз које је био капитен своје генерације. За младу репрезентацију своје државе дебитовао је крајем 2017. године, на пријатељском сусрету са екипом Катара.

## Каријера

### Партизан

#### Почеци и млађе категорије
Страхиња Бошњак рођен је 18. фебруара 1999. године у Бањој Луци. Одрастао је у Краљеву, а свој фудбалски пут започео у млађим категоријама фудбалског клуба Чибуковац, названом по истоименом насељу тог града, где га је тренирао један од познатијих локалних стручњака, Михајло „Мајо” Парађанин. Бошњак је, касније, био члан академије ОФК Београда, у којој му је тренер био Џевад Прекази, а онда га је, препознавши његов потенцијал, Партизан довео у своје редове. Недуго затим, Бошњак је уступљен филијали Телеоптику, где је као позајмљени играч наступао наредне две сезоне. Током двогодишњег боравка у Телеоптику, Бошњак је углавном играо за млађе категорије овог клуба, да би у сезони 2015/16. забележио и три наступа у Српској лиги Београд. У међувремену, стручни штаб на челу са тадашњим тренером, Зораном Милинковићем, планирао је да повуче Бошњака у први тим Партизана крајем маја 2015, у чему их је онемогућила папиролошка регулатива, услед споразума о уступању са Телеоптиком, који је тада био на снази. Нешто касније, исте године, по први пут је прикључен тренинзима првог тима током припрема на Тари, као стипендиста клуба, да би га потом и Иван Томић повео на припреме екипе почетком наредне године.

#### Професионални уговор и рад са првим тимом
„Велико ми је задовољство да отворим прелазни рок играчем који представља будућност Партизана. Страхиња је изузетно талентовано и квалитетно дете и пример свој деци. Њему је уговор истицао за шест месеци, имао је прилику да оде као слободан играч, али је његова жеља била да остане.”

—Ивица Илиев, новембар 2016.
Дана 24. новембра, 2016. године, Бошњак је потписао свој први професионални уговор са Партизаном и том приликом задужио дрес са бројем 5. Он је потом укључен у рад са првим тимом код тренера Марка Николића, прошавши комплетне зимске припреме, да би у наставку сезоне поново био прослеђен Телеоптику на двојну регистрацију, до лета 2017. Забележивши 10 наступа у Српској лиги Београд, Бошњак је допринео освајању овог такмичења и пласману клуба у Прву лигу Србије. Такође, као члан првог тима Партизана, Бошњак је био лиценциран и за такмичење у Суперлиги, односно Купу Србије, па је тако чинио и део екипе која је освојила „дуплу круну“ исте сезоне. Он је, потом, са Партизаном прошао прву фазу летњих припрема у Словенији, где је добио прилику да наступи у последњој трећини пријатељске утакмице против Копенхагена, у пару са годину дана млађим Светозаром Марковићем на позицијама штопера. Почетком јула 2017. прикључио се припремама Телеоптика за сезону 2017/18, али се убрзо вратио у Партизан, где је током сезоне био лиценциран, али није наступао на такмичарским утакмицама у сениорској конкуренцији. Заједно са још неколико играча из омладинског погона, Бошњак је прошао зимске припреме са клубом код тренера Мирослава Ђукића. Са екипом Партизана освојио и трофеј у Купу Србије за сезону 2017/18. Бошњак се и у јуну 2018. одазвао прозивци првог тима, али је потом изостао са списка играча за другу фазу припрема у Словенији.

#### Позајмица Земуну
Средином јула 2018, Бошњак је прослеђен Земуну на позајмицу. У свом новом клубу, Бошњак је задужио дрес са бројем 21, а по први пут се у протоколу нашао за утакмицу 2. кола сезоне 2018/19, када је утакмицу против екипе новосадске Војводине провео на клупи за резервне играче. Након неколико утакмица на којима није улазио у игру, Бошњак је за екипу Земуна дебитовао 15. септембра исте године, у победи од 2:0 на гостовању Мачви у Шапцу, када се нашао у стартној постави. То је уједно био и његов први наступ у Суперлиги Србије, а на терену је био до 85. минута, када га је заменио Емир Аземовић. Бошњак је нешто касније, истог месеца, одиграо свих 90 минута утакмице шеснаестине финала Купа Србије, на гостовању Инђији. На затварању јесењег дела сезоне, Бошњак је асистирао Немањи Вучићу за једни погодак своје екипе у поразу од екипе врањског Динама на домаћем терену, резултатом 1:2. По истеку календарске 2018, спортски сектор екипе Партизана одлучио је да прекине позајмицу Бошњаку, те се играч вратио у матични клуб.

### Вождовац
Почетком 2019. године, Партизан је опозвао Бошњака на припреме свог првог тима, код тренера Зорана Мирковића. Медији су писали о могућности реализације поновног уступања играча неком другом клубу, док се као заинтересована страна за Бошњакове услуге јавило руководство Вождовца, уз услов потписивања перманентног уговора са играчем. Пред полазак у Белек, Бошњак је изостављен са списка путника екипе Партизана, а истог дана објављено је постигнут договор са Вождовцем око његовог новог ангажмана. Бошњак је 25. јануара 2019. потписао уговор са Вождовцем у трајању од три и по године, а том приликом наглашено је да је у клуб стигао као слободан играч. У ретроспективи зимског прелазног рока, на порталу Моцартспорт наведено је да Партизан задржава право прече куповине, односно да том клубу припада половина износа од наредне продаје играча.
Бошњак је за Вождовац дебитовао у 23. колу Суперлиге Србије, 24. фебруара 2019, у поразу од 3 : 0, који је његов тим претрпео од екипе Чукаричког. У игру је ушао при коначном резултату, у 78. минуту сусрета, заменивши на терену Николу Микића. У игру је такође ушао и у судијској надокнади утакмице следећег кола, када је Вождовац остварио минималну победу над новосадском Војводином. У стартној постави свог новог клуба, Бошњак се по први пут нашао на гостовању Раднику у Сурдулици, 6. марта, када је Вождовац поражен резултатом 2 : 1. Бошњак, који је тада играо на месту левог бека, асистирао је Лазару Арсићу за једини погодак своје екипе на том сусрету. У постави своје екипе нашао се и на гостовањима Раду, Динаму у Врању, као и Спартаку у Суботици. Тадашњи тренер, Драган Аничић, шансу му је указао на укупно шест утакмица током пролећног дела сезоне. Бошњак је лета исте године прошао комплетне припреме под вођством новог шефа стручног штаба екипе Вождовца, Радомира Коковића. После уводна два кола у Суперлиги Србије, за сезону 2019/20, на којима је остао на клупи за резервне играче, Бошњак је на наредних 5 сусрета био у стартној постави своје екипе. Након тога, до краја календарске 2019. више није наступао.
Дана 7. фебруара 2020. је прослеђен на позајмицу у прволигаша Колубару до краја сезоне 2019/20.

## Репрезентација
У августу 2014. Бошњак је добио позив за млађу кадетску селекцију Србије на турниру „Пут звезда” у Москви у организацији Фудбалског савеза Русије, где је са екипом освојио прво место. Наступајући за ову узрасну категорију, Бошњак је одиграо 17 утакмица до 2015. Исте године, Бошњак је добио позив селектора Илије Столице у кадетски тим Србије за који је наступио на међународном турниру „Рацкева” у Мађарској. Свој први погодак за ову селекцију забележио је у првом кругу квалификација за европском првенству за кадете, 24. октобра 2015, када је погодио из једанаестерца против екипе Луксембурга. Касније је, као капитен, предводио екипу на овом такмичењу одржаном у Азербејџану 2016. године. За репрезентацију до 18 година старости дебитовао је у утакмици против Украјине, 15. децембра 2015. године и за ову селекцију наступао је до 2017. У међувремену је дебитовао и за омладинску селекцију Србије на меморијалном турниру „Стеван Ћеле Вилотић” у септембру 2016. и у наредном периоду за селекцију наступао са годину дана старијим играчима. У септембру 2017. проглашен је најбољим играчем на турниру „Стеван Ћеле Вилотић“, где је своју екипу предводио као капитен, а који је селекција Србије до 19 година освојила. У том узрасту наступао је до краја квалификација за Европско првенство у Финској 2018, на које се Србија није пласирала.
За младу репрезентацију Србије, Бошњак је дебитовао код селектора Горана Ђоровића у пријатељској утакмици против екипе Катара, одиграној у Дохи 17. децембра 2017. године. У новембру 2018, Бошњак се нашао на списку млађе младе репрезентације, сачињеном од играча рођених 1998. и млађих, а за њу је дебитовао истог месеца, на пријатељском сусрету са одговарајућом селекцијом Македоније. По именовању Ненада Миловановића за селектора младе репрезентације Србије, 2019. године, Бошњак се нашао на његовом списку за почетак квалификационог циклуса за Европско првенство 2021.

## Начин игре
Бошњак је, због леве неге којом се боље сналази, у млађим узрастима најчешће наступао на бочним позицијама по левој страни. Најпре је наступао као крило, потом као везиста, док је један период играо и на позицији левог бека. Коначно, адаптирао се на позицији левог штопера, која се по оценама стручњака сматра дефицитарном у модерном фудбалу. Почетком 2018, дугогодишњи капитен Партизана, Саша Илић, уврстио је Бошњака у скицу тима састављеног од играча који су рођени након његовог дебитантског наступа за клуб. Иако се најбоље позиционира у тактици базираној на четворици дефанзиваца, Бошњак у одређеним варијантама може да одигра и у формацији са тројицом играча у последњој линији, или на месту задњег везног играча. У млађим репрезентативним узрастима, Бошњак је предводио селекције Србије као капитен. Фигурира као извођач казнених удараца.

## Статистика

#### Клупска
| Клуб                  | Сезона   | Лига                | Лига    | Лига   | Национални куп | Национални куп | Европа  | Европа | Остало  | Остало | Укупно  | Укупно |
| Клуб                  | Сезона   | Дивизија            | Наступа | Голова | Наступа        | Голова         | Наступа | Голова | Наступа | Голова | Наступа | Голова |
| --------------------- | -------- | ------------------- | ------- | ------ | -------------- | -------------- | ------- | ------ | ------- | ------ | ------- | ------ |
| Телеоптик (позајмица) | 2014/15. | Српска лига Београд | 0       | 0      | —              | —              | —       | —      | —       | —      | 0       | 0      |
| Телеоптик (позајмица) | 2015/16. | Српска лига Београд | 3       | 0      | —              | —              | —       | —      | —       | —      | 3       | 0      |
| Телеоптик (позајмица) | 2016/17. | Српска лига Београд | 10      | 0      | —              | —              | —       | —      | —       | —      | 10      | 0      |
| Телеоптик (позајмица) | Укупно   | Укупно              | 13      | 0      | —              | —              | —       | —      | —       | —      | 13      | 0      |
| Партизан              | 2016/17. | Суперлига Србије    | 0       | 0      | 0              | 0              | —       | —      | —       | —      | 0       | 0      |
| Партизан              | 2017/18. | Суперлига Србије    | 0       | 0      | 0              | 0              | 0       | 0      | —       | —      | 0       | 0      |
| Партизан              | Укупно   | Укупно              | 0       | 0      | 0              | 0              | 0       | 0      | —       | —      | 0       | 0      |
| Земун (позајмица)     | 2018/19. | Суперлига Србије    | 7       | 0      | 1              | 0              | —       | —      | —       | —      | 8       | 0      |
| Вождовац              | 2018/19. | Суперлига Србије    | 6       | 0      | —              | —              | —       | —      | —       | —      | 6       | 0      |
| Вождовац              | 2019/20. | Суперлига Србије    | 5       | 0      | 0              | 0              | —       | —      | —       | —      | 5       | 0      |
| Вождовац              | Укупно   | Укупно              | 11      | 0      | 0              | 0              | —       | —      | —       | —      | 11      | 0      |
| Каријера              | Каријера | Каријера            | 31      | 0      | 1              | 0              | 0       | 0      | —       | —      | 32      | 0      |

- Ажурирано 15. децембра 2019. године.[26]

## Трофеји
Телеоптик
- Српска лига Београд: 2016/17.[20]

 Партизан
- Суперлига Србије : 2016/17.[22]
- Куп Србије (2) : 2016/17,[22] 2017/18.[26]